# شث رقيق الأوراق
شث رقيق الأوراق (الاسم العلمي:Dodonaea tenuifolia) هو نوع من النباتات يتبع جنس الشث من الفصيلة الصابونية.